# Dhoo
Rijeka Dhoo je rijeka na otoku Man. Rijeka izvire u Marownu i teče istočno prema Douglasu kroz središnju dolinu otoka, prolazi kroz Crosby i Union Mills prije nego što se sastane s rijekom Glass na periferiji Douglasa gdje izlazi na more kroz luku Douglas. Dhoo (što znači crno ili tamno na manskom) i Glass (što znači prozirno ili zeleno) spajaju se u rijeku Douglas. Duljine je cca 10.5 km.
Novija istraživanja  sugerira da je ime jedno od najstarijih imena mjesta na otoku i dolazi od ranog keltskog izraza 'duboglassio' što znači 'crni/tamni tok'. Ovo je uobičajeno ime na cijelom Britanskom otočju i glasi Dulas u Walesu i Dawlish u Engleskoj. 